# Лъжлив трюфел
Лъжливият трюфел, наричан също отровна пърхутка (Scleroderma citrinum), е вид отровна, базидиева гъба от род Scleroderma. Тя е двойник на Яйцевидната пърхутка (Bovista nigrescens). Има сферично или яйцевидно плодно тяло с диаметър около 3 – 6 cm. Среща се върху песъчливи и чакълести почви в широколистни, иглолистни и смесени гори, от началото на лятото до края на есента.